# Cratere Admetus
Admetus è un cratere sulla superficie di Febe.